# Step (fitness)
Pour les articles homonymes, voir Step.

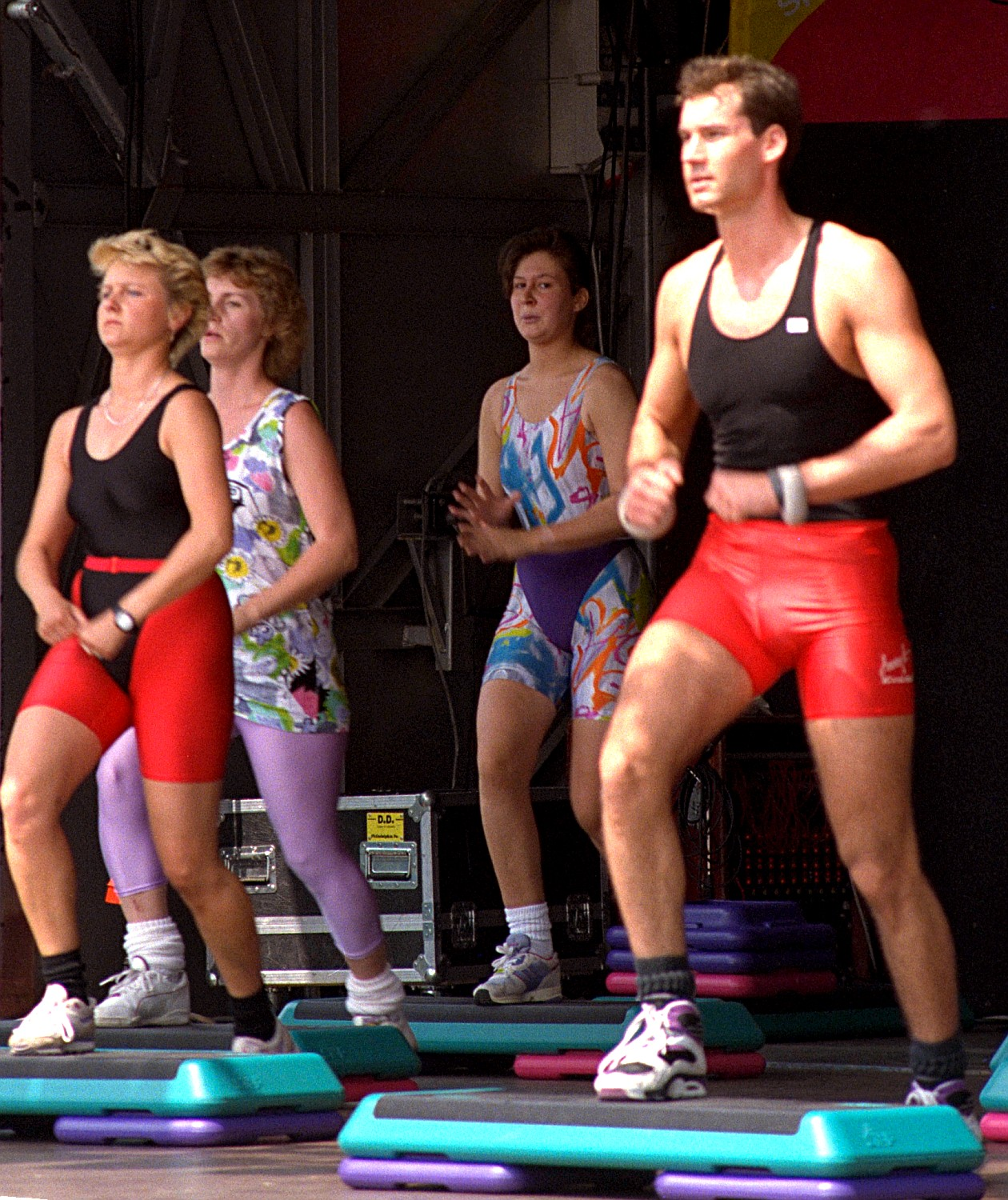
Démonstration de step.

Le step est une des composantes fondamentales des activités du fitness.
Créés en 1986 par Gin Miller, une coach d’aérobic d’origine américaine, les cours de step sont aujourd'hui populaires. Le nom de cette activité provient, par métonymie, de l'appareil qui est utilisé, le step (mot anglais que l'on pourrait traduire par « pas » ou « marchepied »).
La discipline détient également un enjeu compétitif depuis 2014. Le quadruple champion du monde en titre est aujourd'hui Rabah Yannis.

## Bienfaits

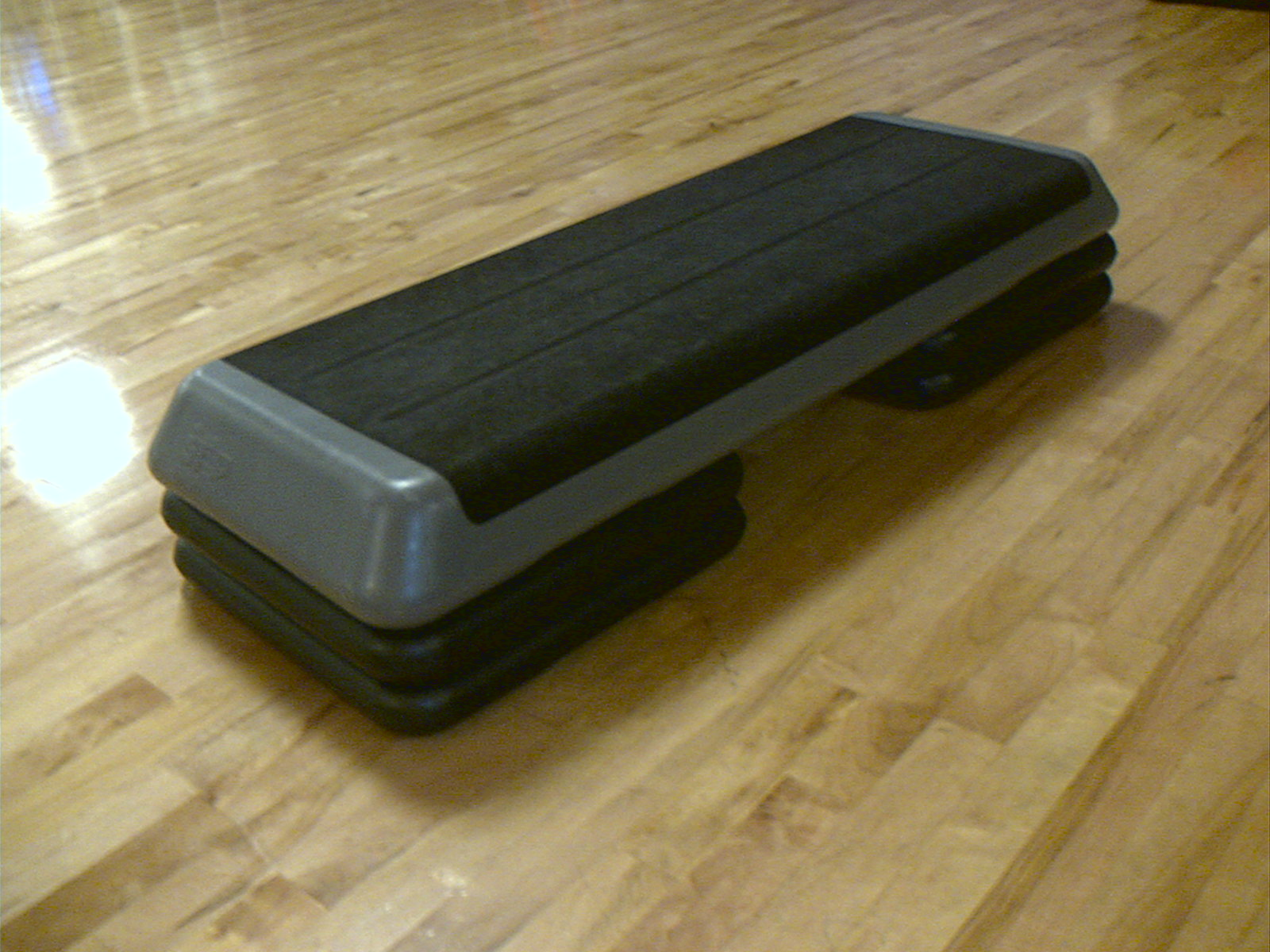
Un step.

Le step est un objet simple, en forme de marche, conçu en plastique dur et qui permet de réaliser un grand nombre d'exercices visant l'amélioration et l'entretien de la condition physique et une évolution du système cardio-vasculaire en provoquant une augmentation de la capacité aérobie (meilleure endurance).